# کتاب‌شناسی ابراهیم گلستان
این مقاله فهرستی است از نوشته‌های ابراهیم گلستان (۱۳۰۱–۱۴۰۲)، نویسنده و فیلم‌سازِ ایرانی.

## کتاب‌ها
| کتاب‌های منتشرشده | کتاب‌های منتشرشده         | کتاب‌های منتشرشده    | کتاب‌های منتشرشده      | کتاب‌های منتشرشده                                              |
| سال انتشار       | نام                      | گونه                | ناشر                  | توضیحات                                                       |
| ---------------- | ------------------------ | ------------------- | --------------------- | ------------------------------------------------------------- |
| ۱۳۲۷             | آذر، ماه آخر پاییز       | مجموعه داستان       | روزن ب‍ازت‍اب‌ن‍گ‍ار           | مجموعهٔ هفت داستان کوتاه                                       |
| ۱۳۳۴             | شکار سایه                | مجموعه داستان       | مهر روزن              | مجموعهٔ چهار داستان کوتاه                                      |
| ۱۳۴۶             | جوی و دیوار و تشنه       | مجموعه داستان       | روزن                  | مجموعهٔ ده داستان کوتاه                                        |
| ۱۳۴۸             | مد و مه                  | مجموعه داستان       | روزن                  | مجموعه سه داستان                                              |
| ۱۳۵۳             | اسرار گنج درّهٔ جنّی        | داستان بلند         | روزن بازتاب نگار      |                                                               |
| ۱۳۷۴             | خروس                     | داستان بلند         | روزن اختران           |                                                               |
| ۱۳۷۷             | گفته‌ها                   |                     | روزن ویدا بازتاب نگار |                                                               |
| ۱۳۸۳             | از روزگار رفته حکایت     | داستان بلند         | بازتاب نگار           | چاپ مستقل (چاپ نخست در مجموعه مد و مه)                        |
| ۱۳۹۵             | در گذار روزگار           | مجموعه داستان       | بازتاب نگار           | مجموعه هشت داستان از دو مجموعه شکار سایه و جوی و دیوار و تشنه |
| ۱۳۹۵             | نامه به سیمین            | نامه                | ب‍ازت‍اب‌ن‍گ‍ار                | به کوشش عباس میلانی                                           |
| ۱۴۰۰             | برخوردها در زمانه برخورد | جستار/ مقاله/ گزارش | بازتاب نگار           |                                                               |
| ۱۴۰۱             | مختار در روزگار          | داستان              | بازتاب نگار           |                                                               |
| ۱۴۰۲             | از راه و رفته و رفتار    |                     | بازتاب نگار           |                                                               |

## مقالات و یادداشت‌ها
- «در فارس چه می‌گذرد»
- «اتم و سیاست اتمی»
- «احزاب سیاسی فرانسه در برابر قانون اساسی»
- «ارنست همینگوی نویسنده بزرگ آمریکائی»
- «شعر»
- «قیصر، سرمشق کاملی از مسعود کیمیائی برای مسعود کیمیائی»
- «حرف‌هائی برای دانشجویان دانشگاه شیراز»
- «نیما»
- «هوشنگ پزشک نیا»
- «روایتی عتیق از کتاب پیدایش»
- «زن باکره»
- «سیر سقوط یک امکان»
- «از راه و رفته و رفتار»
- «سی سال و بیشتر با مهدی اخوان»
- «بیست و هشت پنج سی و دو»
- «به یاد اپریم»
- «حرمت نگه نداشتن»
- «سیروس آتابای»
- «پایان این نماد نیکی کم همتا»
- «دربارهٔ کتاب نوشتن با دوربین»
- «همایون ـ تک»
- «حزنی غرنده در زبانی پاک»
- «دیداری از گوشه‌های رشد در روزگار دگرگونی»
- «رشد یک نوسال طی تقدیر یک محیط»
- «گفت و گو با خویشتن»
- «تاریخ را از پیش نمی‌نویسند»
- «طفلک طبری»
- «رفتنش از یک جمع، کند و برید و شکست»
- «در مرگ مردی که خواهان پاک گویی به پاک خواهی بود: قاسم هاشمی نژاد به روایت ابراهیم گلستان»
- «پرتی تفاوت دارد با پستی»
- «همایون صنعتی و حزب توده و فرانکلین و شاه و گل سرخ»
- «من اهل تعزیه نیستم»
- «حرف ملکی کار خود را کرد»
- «چهارصد سال شکسپیر»

## ترجمه‌ها
| نام                           | نویسنده                                                                   | ناشر فارسی                   | سال انتشار فارسی | توضیحات                |
| ----------------------------- | ------------------------------------------------------------------------- | ---------------------------- | ---------------- | ---------------------- |
| مارکس و خلاصه‌ای از مارکسیسم   | ولادیمیر لنین                                                             | شرکت چاپ شعله‌ور              |                  |                        |
| خصوصیت بین‌المللی انقلاب اکتبر | ژوزف استالین                                                              | نامه مردم                    | ۱۳۲۵             |                        |
| زندگی خوش کوتاه فرنسیس مکومبر | ارنست همینگوی                                                             | امیرکبیر                     | ۱۳۲۸             |                        |
| هکلبری فین                    | مارک تواین                                                                | روزن، کلاغ                   | ۱۳۳۳             |                        |
| کشتی‌شکسته‌ها                   | استیفن کرین، ویلیام فالکنر، استیفن وینسنت بنه، آنتوان چخوف، ارنست همینگوی | کانون دنیا و هنر، آگاه، کلاغ | ۱۳۳۴             |                        |
| «مرگ»                         | ماکسول بودنهایم                                                           | جُنگ هنر و ادب امروز          | ۱۳۳۵             |                        |
| «از نامه‌های فلوبر»            | گوستاو فلوبر                                                              | صدف                          | ۱۳۳۷             |                        |
| «مرغانی که می‌دانم»            | خوان رامون خیمه نز                                                        | دفترهای روزن                 | ۱۳۴۷             |                        |
| «مرگ دورادور»                 | خورگه گوئیلن                                                              | دفترهای روزن                 | ۱۳۴۷             |                        |
| دون ژوان در جهنم              | جرج برنارد شاو                                                            | آگاه، کلاغ                   | ۱۳۵۴             | پرده‌ای از مرد و ابرمرد |

## گفتگوها
| سال انتشار | نام             | گونه  | ناشر   | توضیحات             |
| ---------- | --------------- | ----- | ------ | ------------------- |
| ۱۳۸۴       | نوشتن با دوربین | گفتگو | اختران | گفتگو با پرویز جاهد |
| ۱۳۹۵       | از روزگار رفته  | گفتگو | ثالث   | گفتگو با حسن فیاد   |

گفتگوهای گلستان با مهدی مظفّری ساوجی هنوز منتشر نشده است.